# تریگونلین
تریگونلین (به انگلیسی: Trigonelline) یک ترکیب شیمیایی با شناسه پاب‌کم ۵۵۷۰ است.